# Bundesrealgymnasium Traun
Das Bundesrealgymnasium Traun ist eine allgemeinbildende höhere Schule im Bezirk Linz-Land.

## Geschichte

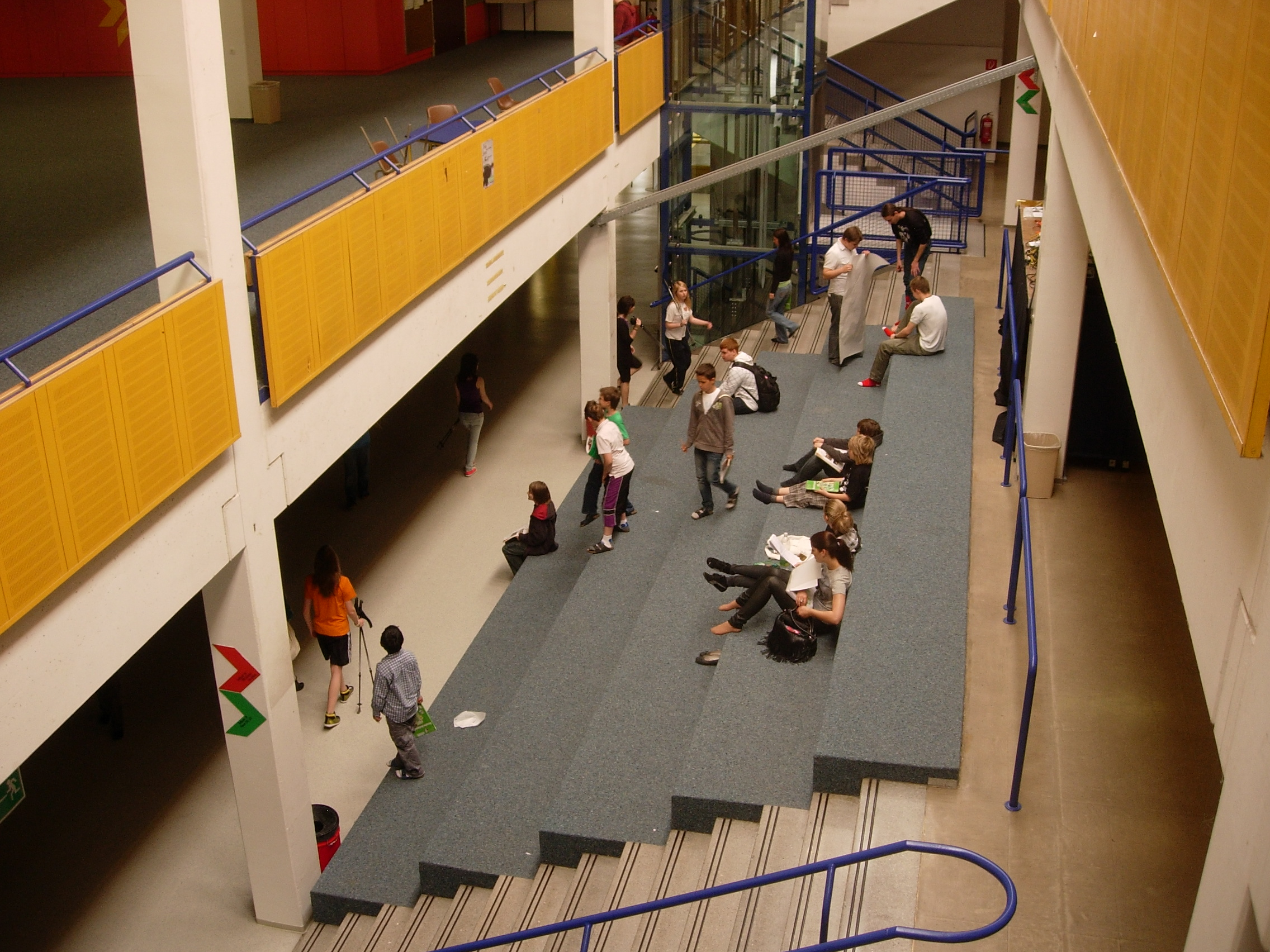
Sitzstufen des BRG Traun

Das Bundesrealgymnasium in der Stadtgemeinde Traun wurde zum Schuljahr 1970/71 als Expositur vom Ramsauergymnasium in Linz gegründet. Die rasante Bevölkerungsentwicklung im Süden von Linz und das gestiegene Bedürfnis nach höherer Bildung machten es notwendig, der Jugend ein verstärktes Angebot einer fundierten Allgemeinbildung zu ermöglichen.
Nach Provisorien in der Hauptschule St. Martin und der Volksschule St. Dionysen konnte zu Beginn des Schuljahres 1973/74 die endgültige Heimstätte in Traun, Schulstraße 59, bezogen werden.
Der Bau der Architekten Gerhard F. Müller und Helmut Eisenmenger galt in den 1970er Jahren als Vorzeigemodell moderner Schularchitektur. Im Gegensatz zu herkömmlichen Schulen wurde das BRG Traun, welches zusammen mit der Bundeshandelsakademie und Bundeshandelsschule Traun das Bundesschulzentrum Traun bildet, nach modernsten Gesichtspunkten errichtet. Das Gebäude vermittelt dem Besucher nicht den Eindruck einer mit autoritärer Strenge behafteten Schule nach traditionsbewährten Normen, sondern es strahlt auf Grund der Großräumigkeit und der ungewöhnlichen Ausstattung gleichsam eine wohnliche Atmosphäre aus.
Am 1. September 1975 wurde das BRG Traun selbständig, als erster Direktor leitete Wolfram Setka die Schule bis 31. Jänner 1994.
Das BRG Traun hat sich seit seiner Gründung als Standortschule für den Bezirk Linz-Land südlich der Landeshauptstadt Linz verstanden. Heute erreicht es einen Einzugsbereich von etwa 50.000 Einwohnern.
Ein Zubau wurde in den Jahren 2015 bis 2016 errichtet.

## Schultypen
Als Realgymnasium mit naturwissenschaftlicher Oberstufe gegründet, waren die Schulpartner seit Beginn an der Entwicklung neuer und der Verbesserung bestehender Schultypen interessiert.
Bereits im Schuljahr 1978/79 kam ein wirtschaftskundliches Realgymnasium für Mädchen ab der 3. Klasse dazu. Ausschlaggebend für die Einführung dieses Schultyps waren die lebenspraktischen Gegenstände und die Wahlmöglichkeit zwischen Latein und einer zweiten lebenden Fremdsprache in der Oberstufe.
Im Zuge der Genderdiskussion in den 1990er Jahren und wegen des nachlassenden Interesses wurde dieser Schultyp aufgelassen und stattdessen eine völlig neu gestaltete Unter- und Oberstufe entwickelt. Dabei entschied man sich, in der Unterstufe neben dem traditionellen Realgymnasium für Schwerpunktklassen mit musisch-kreativem, naturwissenschaftlichem und sprachlichem Schwerpunkt ab der 3. Klasse. Diese Schwerpunkttypen wurden als Kontinuum in der Oberstufe weitergeführt, das herkömmliche Realgymnasium ab der 5. Klasse abgeschafft.
Im Schuljahr 2009/10 ein Modulsystem von der 2. bis zur 4. Klasse eingeführt. Die Schülerinnen und Schüler bleiben nun vier Jahre zusammen.
Somit werden am BRG Traun folgende Schultypen angeboten:

### Unterstufe
Realgymnasium mit Modulen von der 3. bis zur 4. Klasse
Es kann zwischen 7 Modulen gewählt werden, die drei Jahre lang jeweils 2 Stunden unterrichtet werden: klangBILD, europaREISEN, forscherNATUR, atemPAUSE, datenMODELL, leseSZENE, bildIDEE.

### Oberstufe
Von 2012 bis 2017 wurde der Schulversuch „Modulare Oberstufe“ durchgeführt. Seit 2017 wird ein neues Oberstufenmodell angeboten: NOVI (Neue Oberstufe mit verstärkter Individualisierung). Durch Reduktion der Unterrichtsstunden in fast allen Fächern ist es möglich, ein breites Angebot an sogenannten Wahlmodulen ab der 10. Schulstufe anzubieten. Insgesamt gibt es sieben Schwerpunkte. Die Schülerinnen und Schüler können aus einem Angebot von etwa 100 Wahlmodulen wählen.

## Allgemeines
Das BRG Traun ist die erste und bislang einzige öffentliche AHS, die eine verschränkte Ganztagsschule anbietet, im Schuljahr 2011/12 zwei erste und zwei zweite Klassen. In diesem Schultyp wechseln Unterricht, Übung und Freizeit pädagogisch sinnvoll ab.
Soziales Lernen wird in den beiden ersten Klassen als eigener Pflichtgegenstand geführt. Alle ersten und zweiten Klassen haben 1 Wochenstunde SOLE (soziales Lernen).
Peer-Mediation, Mentoring und projektbezogenes Lernen sind seit vielen Jahren am BRG Traun verankert.

Seit 1979 wird in den Räumlichkeiten der Schule der Maturaball abgehalten.
1981 bzw. 1986 maturierten 2 blinde Schüler.
Seit 2002 findet alljährlich unter Teilnahme fast aller Klassen eine Meisterschaft im Kopfrechenspiel Blitzkopf statt.

## Bekannte Schüler
- Hans Bürger (Journalist und Fernsehmoderator)
- Andreas Findig (Schriftsteller)
- Emil Gampe (Modedesigner in Los Angeles)
- Werner Gruber (Physiker und Autor)
- Marie-Edwige Hartig (Politikerin der Grünen)
- Andreas Jungwirth (Schriftsteller)
- Günther Kaip (Schriftsteller)
- Heidelinde Leutgöb (Regisseurin)
- Bernhard Sallmann (Filmemacher)
- Martina Salomon (Journalistin und Chefredakteurin des Kurier)
- Roland Weißmann (Generaldirektor des ORF)